# 杉村美榮
杉村美榮（日语：／ Sugimura Mirei，1993年4月14日—），於日本愛知縣出身的寫真偶像。所屬事務所為Task Office。

## 生平
1993年4月14日，杉村美榮在日本愛知縣出生。
她因為有朋友是電視藝人，故對藝能界產生興趣:2，並在2007年2月藉着志保乃涼的「妹妹試鏡」活动出道。

9月25日，由她主演的寫真DVD《就看你了》（アナタしだい）公開，當中拍攝了她身穿貓耳、和服等服裝的樣子。
2010年，她發表了引退作《那就再見吧》（サヨナラしましょ），有關作品為其於2009年秋天時拍攝的。此後她並沒退出事務所，不過仍以活動休止之名停止有關藝能活動。

## 人物
曾訪問杉村美榮的jr-idol.com形容她十分開朗。她喜歡畫畫和收集小物品，此外她善於進行裝飾:1。

## 其他作品

### 網上發行
- （2008年）
- （2008年）
- （2008年）

### 書籍
- Pastel charm（2007年）

## 外部連結
- 官方資料
- ミレイのあうろぐ，存于（官方部落格）